# 克利內什蒂鄉 (馬拉穆列什縣)
47°28′N 23°35′E / 47.47°N 23.58°E
克利內什蒂鄉（羅馬尼亞語：Comuna Călinești, Maramureș），是羅馬尼亞的鄉份，位於該國西北部，由馬拉穆列什縣負責管轄，面積66平方公里，海拔高度392米，2007年人口3,305，人口密度每平方公里50人。